# Marsol
Le Marsol  est un hybride naturel de châtaignier (synonyme CA 07), croisement entre un châtaignier européen (Castanea sativa) et un chataîgnier japonais (Castanea crenata).
Cette variété obtenue à Lalevade-d'Ardèche en 1986 par l'INRA est surtout utilisée comme porte-greffe en raison de sa bonne compatibilité avec de nombreuses variétés.

## Culture
L'arbre greffé de vigueur moyenne tend à flécher très haut sans se ramifier. Il met à fruits vers 4 à 5 ans.
Ses fleurs mâles sont longistaminées mais son pollen est peu fertile.
Il donne un gros fruit triangulaire. Il se conserve et s'épluche bien. Son fruit peut aussi bien être utilisé en frais que pour la transformation.

## Caractéristiques
Son débourrement précoce lui fait craindre le gel printanier. Il résiste bien à la rouille des feuilles et à la maladie de l'encre mais c'est la variété la plus sensible au cynips du châtaignier.
Son principal avantage se situe au niveau de sa multiplication végétative assez facile.
Comme porte-greffe, il est plus productif que Maraval (ou égal pour Bouche de Bétizac ou Comballe) et est :
- compatible avec les variétés Bouche de Bétizac, Bournette, Précoce Migoule, Belle épine, Bouche rouge, Comballe, Marron d'Olargues, Insidina, Impériale, Dorée de Lyon, Fertil
- incompatible avec Marigoule, Marron de Goujounac, Verdale Delsol